# Colisión aérea en Dniprodzerzhynsk de 1979
La colisión aérea en Dniprodzerzhynsk de 1979 fue un accidente aéreo entre dos Tupolev Tu-134 de la compañía rusa/soviética Aeroflot que tuvo lugar el 11 de agosto de 1979 sobre la República Socialista Soviética de Ucrania, cerca de la ciudad entonces denominada Dniprodzerzhynsk. Todos los 178 ocupantes de ambos aviones perecieron en el accidente, incluidos toda la plantilla del Pakhtakor Tashkent, equipo de fútbol de la Primera división soviética.

## Aeronaves
Uno de los aviones implicados era un Tupolev Tu-134AK, con matrícula CCCP-65735, que operaba un servicio doméstico de pasajeros regular Donetsk-Minsk como el vuelo 7880, a una altitud de 8400 metros. Había 84 ocupantes a bordo, de los cuales 77 eran pasajeros. El otro avión era un Tupolev Tu-134A, matrícula СССР-65816, que estaba operando la última etapa de un servicio de pasajeros nacional Cheliábinsk-Vorónezh-Kishinev como el vuelo 7628 bajo la división de la compañía aérea de Moldova, volando a la misma altitud que la primera aeronave. Tenía 94 ocupantes a bordo, consistentes en 88 pasajeros y 6 tripulantes.

## Accidente

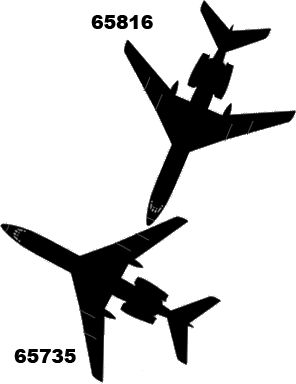
imagen que representa el ángulo de la colisión.

Un controlador de tránsito aéreo notó que los aviones estaban en rutas que se cruzaban y ordenó que el vuelo de Minsk escalara a 9000 metros. El controlador escuchó una respuesta amortiguada y asumió que era un reconocimiento de este avión, pero la transmisión amortiguada era en realidad de otro avión. Ambos aviones chocaron en una nube, a 7900 metros de altura. Aproximadamente sobre Dniprodzerzhynsk, en la entonces República Socialista Soviética de Ucrania. El ala derecha del CCCP-65735 se cortó a través del fuselaje delantero del CCCP-65816. El impacto hizo girar el avión de Kishinev alrededor, haciendo que las colas del avión chocaran. El avión de Minsk se hundió en el suelo, mientras la otra aeronave se desintegró y cayó al suelo en pedazos. Todos los ocupantes de ambos aviones perecieron en el accidente, incluidos 17 jugadores y el personal del club de fútbol uzbeko Pakhtakor Tashkent, de la primera división soviética.

### Víctimas del Pakhtakor Tashkent
El Pakhtakor Tashkent sufrió la pérdida de toda su plantilla que viajaba en el avión, los miembros del equipo que murieron fueron:
- Ravil Rustamovich Agishev.
- Mikhail An.
- Olim Masalievich Ashirov.
- Sirozhiddin Akhmedovich Bazarov.
- Konstantin Bakanov.
- Yuri T. Zagumennov.
- Shukhrat Musinovich Ishbutaev.
- Alexander Korchenov.
- Nikolai Borisovich Kulikov.
- Vladimir Makarov.
- Sergej Pokatilov.
- Vladimir Valievich Sabirov.
- Idgay B. Tazetdinov (entrenador).
- Mansour Inamdzhanovich Talibdjanov (administrator).
- Vladimir Fedorov.
- Vladimir Chumakov (doctor).
- Viktor Churkin.

## Imágenes

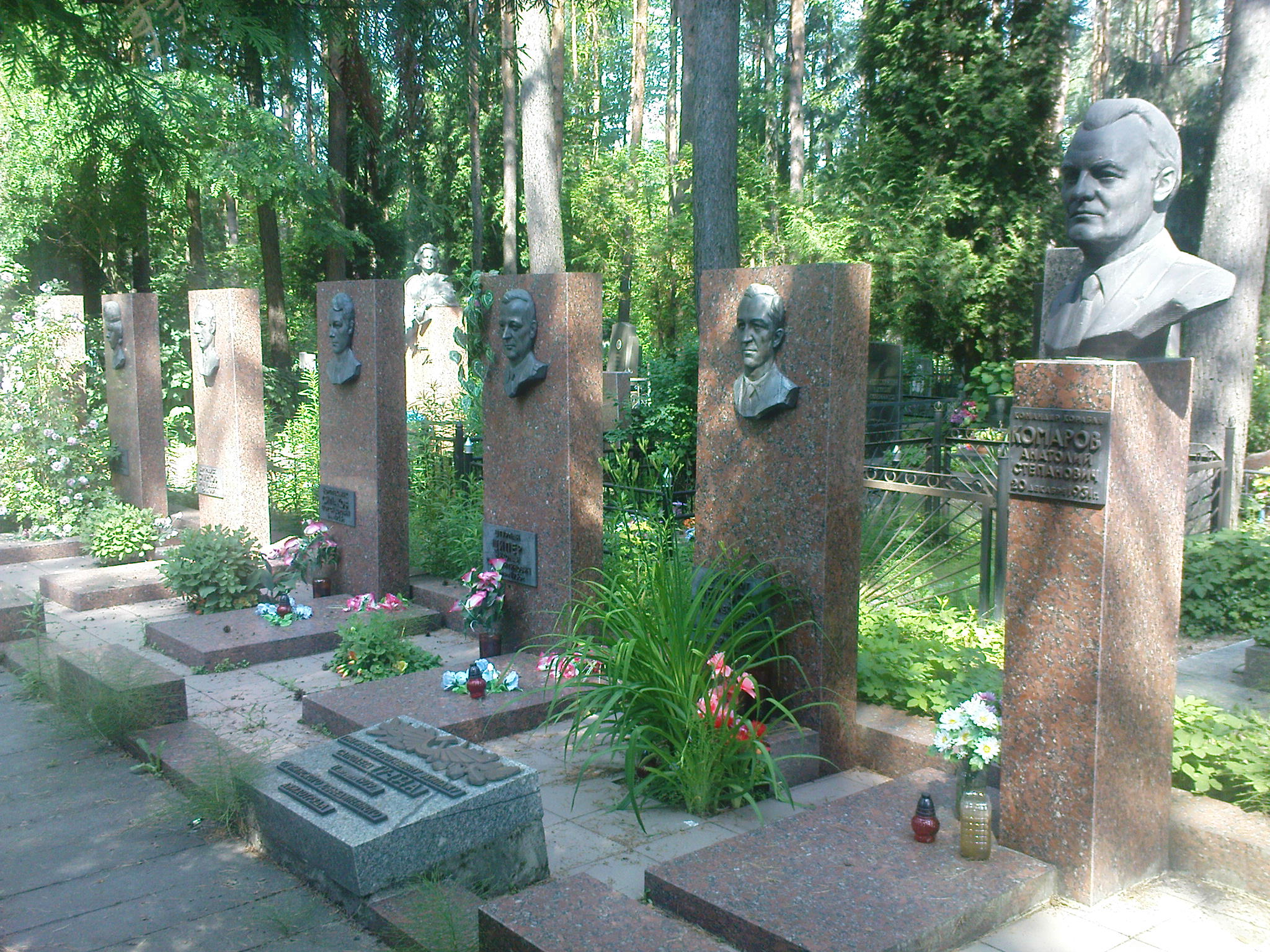
Tumba de la tripulación del Tu-134 CCCP-65735
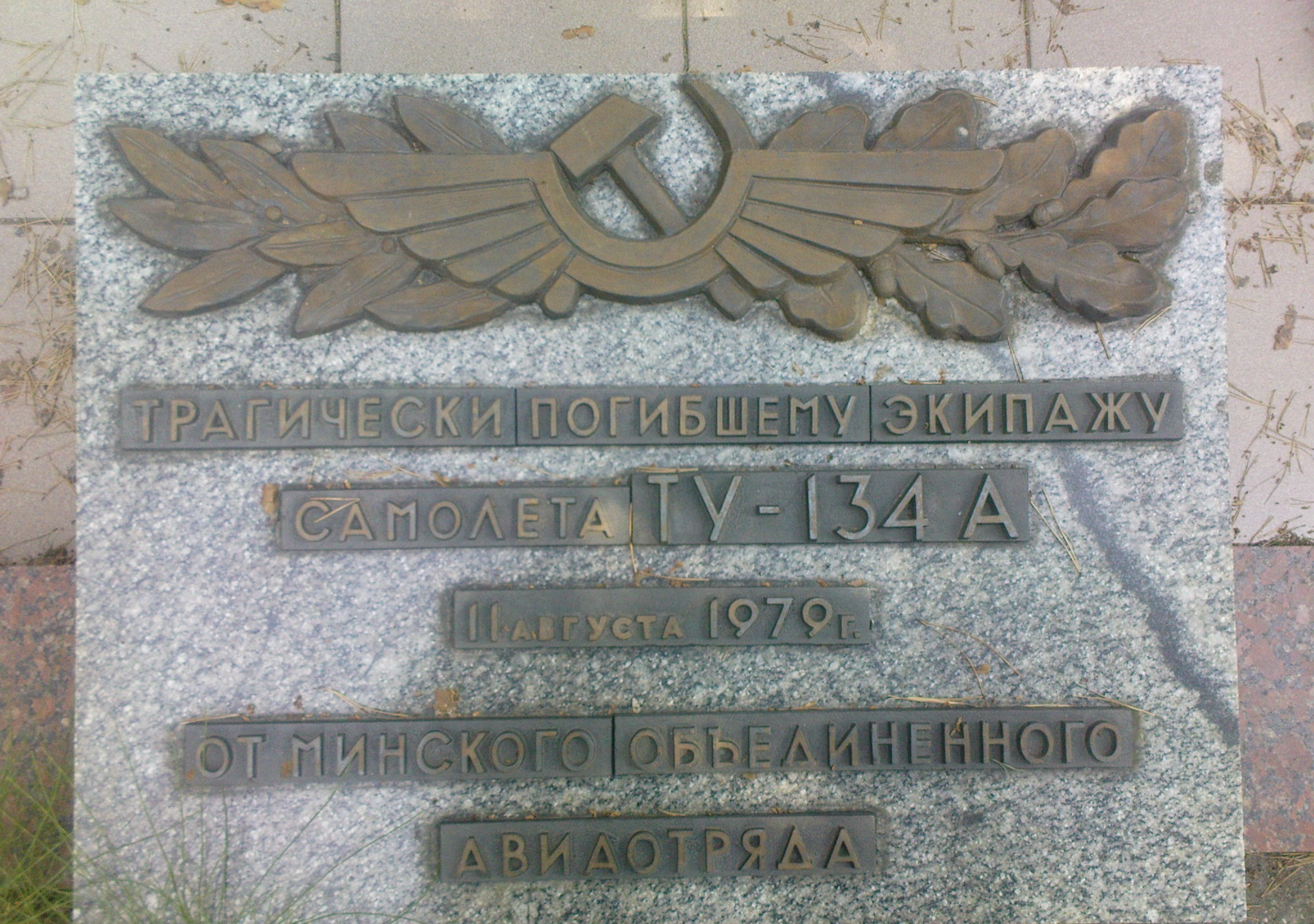
Placa conmemorativa en la tumba de la tripulación
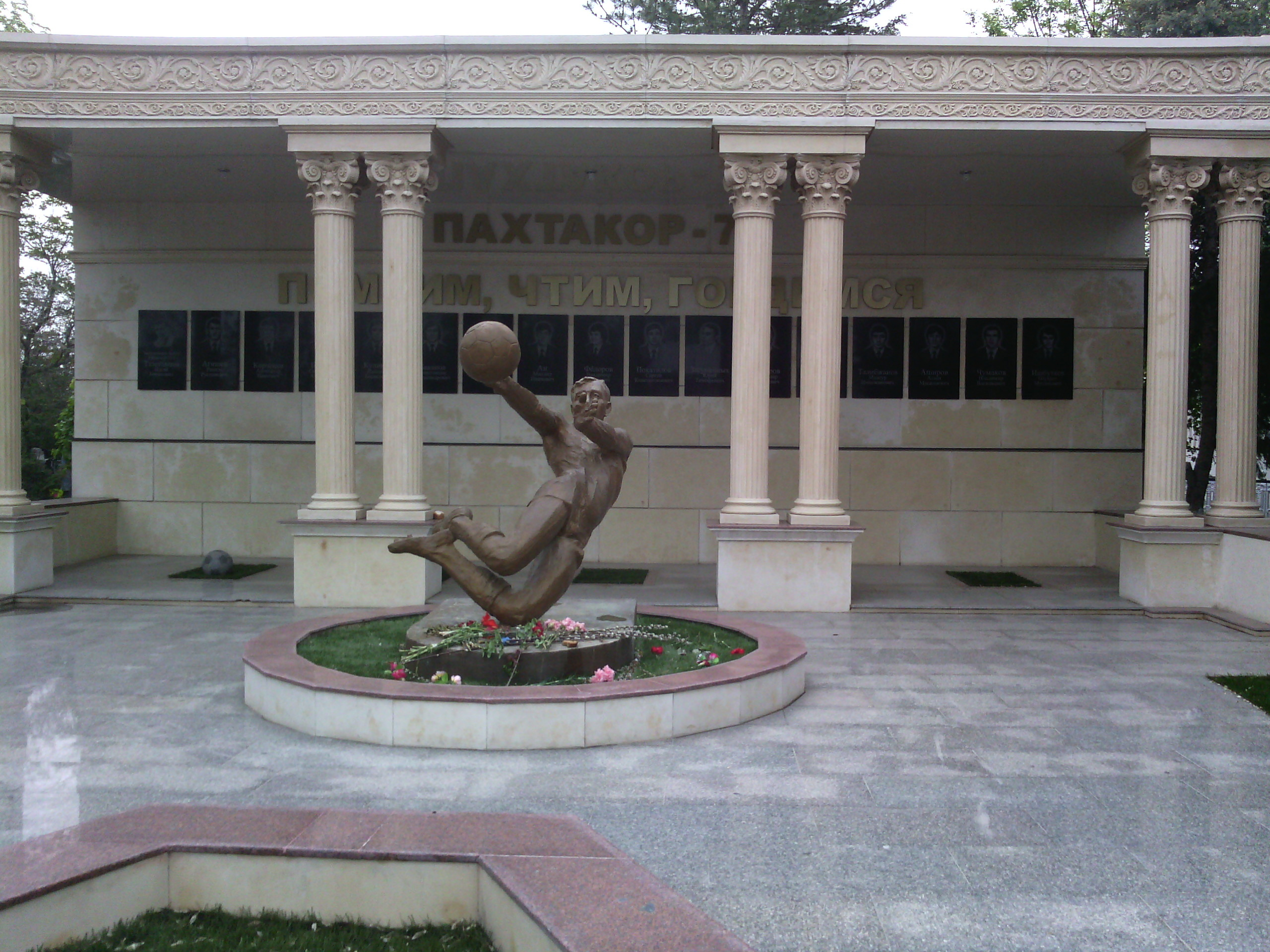
Memorial del Pakhtakor FC